# Немецкий двор

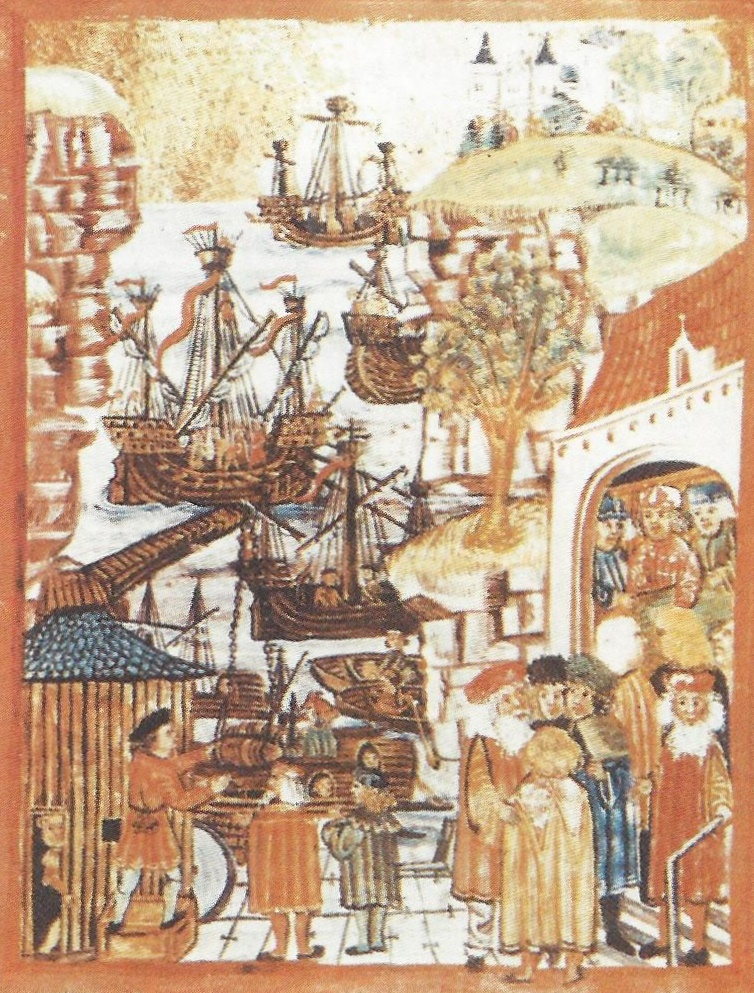
Немецкий двор в Новгороде

Неме́цкий двор (или двор святого Петра) — второй иноземный двор немецких купцов, располагавшийся в Новгороде и существовавший примерно в XII—XVI веках.

## История
Немецкие купцы некоторое время находились на Готланде в городе Висбю, впоследствии перебрались на Готский двор, а лишь потом получили возможность создать Немецкий двор. Немцы инициировали создание в Новгороде немецкого торгового двора примерно в 1191—1192 годах. На территории двора была построена церковь святого Петра, отчего в иностранных источниках закрепилось название «Двор св. Петра» (Peterhof). Церковное здание имело двухэтажный вид, согласно письменным источникам (в археологическом плане пока нет сведений). В этой церкви хранили товары, причём под его сводом рекомендовалось хранить бочки, полотняные и другие крупные товары. Самым охраняемым местом в церкви был алтарь, поэтому там ставили бочки с вином, но нельзя было на эти бочки ставить кружки и другие подобные предметы. Кроме товаров, хранились также предметы для взвешивания серебра (весы и гири).
С XIV века Немецкий двор превратился в важный центр ганзейской торговли. Согласно письму 1402 года, немцы в этот период арендовали Готский двор. Немецкие купцы с готландскими неоднократно переоформляли договор аренды — в 1402 на десять лет, в 1414 году на те же десять лет, в 1424 году уже на двадцать лет и так далее. До 1424 года выплаты за аренду шли в готских марках через каждые пять лет, лишь в последнем случае в рейнских гульденах. Согласно этим договорам, от лица ганзейских купцов выступал город Ревель, а от готландских купцов — Висбю.
В 1478 году московский князь Иван III ликвидирует Новгородскую республику, в результате чего товары с немецкими купцами были задержаны в Новгороде. В 1487 году возобновилась торговля с Новгородом, но в 1494 году по решению московского правителя ганзейская контора закрывается. Немецкие купцы с товарами арестованы и отправлены в Москву. 
В 1514 году благодаря московскому князю Василию III ганзейские купцы получают возможность снова открыть контору и возобновить торговлю в Новгороде. Однако немецкое купечество не смогло полноценно развить торговые отношения и окончательно прекратило своё существование в этом городе после пожара в 1541 году. K середине XVI века здания разрушились, а в XVII веке уже не упоминались путешественниками.
В XVII веке в Новгороде существовал Любекский двор, о котором упоминает Адам Олеарий.
В течение многих лет археологи пытались найти Немецкий двор в Новгороде. Итогом поисков стали изыскания 2022 года, когда археологи нашли место въезда в факторию к северу от мостовой Большой Пробойной улицы.

## Структура
Немецкие купцы приезжали в Новгород два раза в год. Первый приезд осуществлялся с осени до весны и такие купцы назывались «зимними гостями». Второй раз приезд происходил в навигационный период, и купцы назывались «летними гостями». Им запрещалось в Новгород привозить с собой жён, чтобы купцы не укоренились на новгородской земле. Структурно Немецкий двор подразделялся на три категории: мастера, подмастерья и ученики. Двор имел автономное существование. Для его управления назначался старшина (олдермен), избираемый на купеческих сборах. Ему помогали ратманы в количестве от двух до четырёх человек. Для обеспечения интересов подмастерий из этой среды выбирался фогт. Дополнительно назначались ещё два старшины — для руководства делами церкви святого Петра. Вместе с купцами из немецких земель приезжал священник, который не только исполнял религиозные функции, но и был писарем купцов.

## Устав
После появления в Новгороде Немецкого двора, был выработан купеческим сообществом этого двора устав под названием «скра». Устав известен в семи редакциях, первая из которых появилась во второй четверти XIII века, а последняя в 1603 году. Скра содержала правила торговли с Новгородом и его западными партнёрами, внутренние отношения купеческого двора, регулировала штрафные санкции за нарушения в ведении торговли и другие положения. В 1371 году была принята четвёртая редакция, выработанная на съездах ганзейских городов. Впоследствии этот устав стал общеганзейским.